# 叙情詩 (曲)
「叙情詩」（じょじょうし）は、日本のロックバンド、L'Arc〜en〜Cielの27作目のシングル。2005年5月18日発売。発売元はKi/oon Records。

## 概要
前作「New World」以来約1ヶ月ぶりとなるL'Arc〜en〜Cielの2005年第3弾シングルで、本作は2005年6月に発売された10thアルバム『AWAKE』の先行シングルとなっている。
本作の表題曲「叙情詩」は、クラシカルなイントロからモダンな16ビートに展開するミディアムナンバーに仕上げられている。なお、表題曲の作曲は久々にkenが手掛けている。kenがL'Arc〜en〜Cielのシングル表題曲の作曲を担当するのは、2000年1月に発表した「NEO UNIVERSE」以来約5年4ヶ月ぶりのこととなった。（詳細は楽曲解説の項目を参照）
また、カップリング曲にはパートチェンジバンド、P'UNK〜EN〜CIELによるL'Arc〜en〜Cielの楽曲のセルフカバーが収録されている。

## リリース

### リリースの経緯
「叙情詩」がシングル表題曲に選ばれた経緯について、yukihiroは「hydeがシングル化を希望したことが大きかった」と本作発売当時のインタビューで語っている。なお、yukihiroはこの曲の印象について、前2作のシングルに触れたうえで「「Killing Me」「New World」「叙情詩」っていうシングルの流れは素晴らしい。こういうバンドっていないじゃないですか。バランスとしてすごくいい曲だと思う」と述べている。

### リリース形態
本作は、通常盤（CD）の1形態でリリースされている。初回限定仕様はピクチャーディスク仕様となっている。
また、本作のジャケットデザインは、写真家・デザイナーのモート・シナベルが手掛けている。モート・シナベルは本作のアートワーク以外に、アルバム『ray』やリミックスアルバム『ectomorphed works』、アルバム『REAL』、アルバム『AWAKE』など、L'Arc〜en〜Cielの多くの作品のアートワークを手掛けており、バンドと縁深い人物となっている。余談だが、このジャケットデザインは表題曲を作曲したkenもお気に入りだったようで、kenはジャケットデザインをペイントしたシグネチャーモデルギター「Fernandes LD-KK Custom No.13」を製作している。このギターは、2005年から2006年の間に開催したL'Arc〜en〜Cielのライヴにおいて、メインギターとして使用されている。ちなみに2005年10月には、このシグネチャーモデルギターを基に、「Fernandes LD-Custom kk 叙情詩」と題したギターが製造され、フェルナンデス社より完全受注生産で発売されている。

### チャート
本作は発売初週となる2005年5月30日付のオリコン週間シングルチャートで、前作「New World」に続く通算16作目の首位を獲得している。これにより2001年9月発表の「Spirit dreams inside -another dream-」から本作にかけ、L'Arc〜en〜Cielとしては自己最長となる、シングル7作連続オリコン週間シングルチャート首位獲得を記録した。

## ミュージックビデオ
表題曲「叙情詩」のミュージック・ビデオは、HYDEがソロ名義で発表した楽曲「HELLO」「COUNTDOWN」のミュージック・ビデオを手掛けた小島淳二がディレクター、「COUNTDOWN」の映像を手がけた松岡公一がプランナー、木城慎也がプロデューサーを務めた作品となっている。
映像は、バンドの演奏シーンと、hydeが洋館を巡りメンバーから受け取った手紙を開封していくシーンを合わせた構成になっている。なお、この映像に登場する洋館は、東京都新宿区にある小笠原伯爵邸がロケ地となっている。バンドの演奏シーンは、前述の洋館に加え、西洋絵画の世界が舞台となっており、ルネサンス期やロココ期に手掛けられた西洋絵画の中に、メンバーやエキストラを空間的にコラージュした映像が挿入されている（使用されている絵画作品の一部は図参照）。このコラージュは、アートディレクションを担当した松岡公一がすべて手掛けている。なお、tetsuyaはこの撮影において、映像の雰囲気に合わせ、ヘフナー社のヴァイオリンベース「Hofner G500/1」を使用している。
映像が公開された2005年に行われた「平成17年度（第9回）文化庁メディア芸術祭」において、エンターテインメント部門 審査委員会推薦作品として、このミュージック・ビデオが上映されている。さらに2006年には、音楽専門チャンネル『スペースシャワーTV』が主催した音楽賞「SPACE SHOWER Music Video Awards 06」において、この映像が「ART DIRECTION VIDEO WINNERS」に選出されている。
また、このミュージック・ビデオは2007年12月5日に発表したクリップ集『CHRONICLE 3』に初収録されている。さらに、2019年12月11日に、公式YouTubeアーティストチャンネルにおいてYouTube Music Premium限定で映像の有料公開が開始されている。そして有料公開開始から約2年4ヶ月後となる2022年4月29日からは、映像の無料公開が開始された。

## 収録曲
| #         | タイトル                                                           | 作詞      | 作曲      | 編曲                          | 時間  |
| --------- | ------------------------------------------------------------------ | --------- | --------- | ----------------------------- | ----- |
| 1.        | 「叙情詩」(L'Arc〜en〜Ciel)                                        | hyde      | ken       | L'Arc〜en〜Ciel, Hajime Okano | 5:09  |
| 2.        | 「HEAVEN'S DRIVE 2005」(P'UNK〜EN〜CIEL)                           | hyde      | hyde      | YUKI P'UNK                    | 3:47  |
| 3.        | 「叙情詩 (hydeless version)」(L'Arc〜en〜Ciel)                     |           | ken       | L'Arc〜en〜Ciel, Hajime Okano | 5:09  |
| 4.        | 「HEAVEN'S DRIVE 2005 (TETSU P'UNKless version)」(P'UNK〜EN〜CIEL) |           | hyde      | YUKI P'UNK                    | 3:48  |
| 合計時間: | 合計時間:                                                          | 合計時間: | 合計時間: | 合計時間:                     | 17:53 |

## 楽曲解説
1. 叙情詩 / L'Arc〜en〜Ciel
  - 作詞: hyde / 英語訳詞: Anis / 作曲: ken / 編曲: L'Arc〜en〜Ciel & Hajime Okano

クラシカルなイントロからモダンな16ビートに展開するミディアムナンバー[2]。作曲を担当したken曰く、2004年に開催したライヴツアー「SMILE TOUR 2004」終了後の作曲期間中に、この曲のデモを制作したという[7]。デモ制作を振り返り、kenは「時々、"hydeのこういう声を聴きたいな"という気分で書く時があるんですね。これも、そういう曲です。本人の好みと合ってるかどうかはわかんないけども、自分の中ではhydeのこの声を聴きたいっていうのがあって[8][9]」「メロディをギターとオーボエで入れたので雰囲気の南国っぽい部分とクラシックっぽい部分が出来て[10]」と述べている。また、この曲のデモは、ken曰く、ギターを使わずキーボードでコードなどを打ち込んで作り始めたという[7]。kenは、この曲のデモ制作のアプローチについて「キーボードで作る時は、自分はコードをぽーんと弾くことくらいしかできないので、メロディとかコードとかを打ち込みながら作るんですね。そういう作り方をすると、メロに細心の注意を払いながら曲を作ることができるんですよ[11][7]」「本当にたまーになんですけど、始めた瞬間にできちゃう曲っていうのがあるんすね。最近、携帯電話を活用してるんですけど、携帯電話に鼻歌で1フレーズ入れといて（笑）。それを聴いて聴き取れる時はそこから曲を作るみたいなこともやってるんです（笑）。そういう時もあれば、本当に楽器を持った時に最後までできちゃう曲とかもあるんですよ。で、「叙情詩」は後者のほう。キーボードで打ち込み始めた瞬間に、そんなに悩まずに最後までできちゃった感じですね[7]」と語っている。
また、本作発売当時のインタビューにおいて、kenは「一時期、何聴いても新鮮味が感じられなくて、全部同じに聴こえてしまってた頃があって。で、クラシックを聴いたんですよ。そしたら脳味噌が動き出した[9]」「クラシックは、昔からちょこちょこ聴いてはいるんですよ。なんとなーくですけど。最近もけっこうそれが続いてるのかな[9]」と語っており、この曲の制作時に聴いていたクラシックの要素が、この曲の制作に反映されていることがうかがえる。なお、この曲とクラシック音楽の関連性について、kenは「（ストリングスの響きということ以上に）リズムが伸び縮みする感じというか。リズムの伸縮があって、音のレベルが変わる感じが。街で耳にするのは、ずっと一定のレベルのまんまで抑揚も少なめで、リズムもヨレてないものが多いでしょ？それに対してクラシックというのは、もうちょっとゆらゆらする感じがあるというか。それが楽しく聴こえて。そういう部分が重なってるのかもしれない[9]」と語っている。
また、kenはこの曲の構成について「最近なんかAメロ〜Bメロ〜Cメロ〜Dメロみたいな曲が多いなと思って、そこから抜け出したいってこと。「叙情詩」はよくサビと言われる部分で展開がいっぱいあるというか、ブロックが明確に分かれきらずに、変化を持っていけるような曲。AメロとBメロが一緒くたになってサビにつながるとか、3番まで書かないぞとか（笑）。そういう意味でこの曲はちょっとチャレンジでしたね[12]」と語っている。さらに、この曲のドラムアプローチについて、yukihiroは「懐かしのグランドビートがカッコ良くハマればいいんじゃないかなと思いながら、やりました。グランドビートも、昔から割と好きで聴いてたんで[13]」と述べている。また、tetsuyaはこの曲を聴いた際に「指弾きしか合わない[14]」と感じたといい、この曲のベース録りでは全編にわたりフィンガー・ピッキングで演奏している[14]。ちなみに弦編曲作業には、マイケル・ジャクソン、ホイットニー・ヒューストンなどの楽曲でアレンジやオーケストラの指揮を担当し、2001年に発表した「Anemone」の制作にも参加したジェレミー・ラボック（英語版）が担当している。
歌詞は、愛する人への想いを綴った手紙のような内容となっており、＜季節は色を変えて幾度巡ろうとも この気持ちは枯れない花のように揺らめいて 君を想う＞、＜夢なら夢のままでかまわない 愛する輝きに溢れ明日へ向かう喜びは 真実だから＞といった"永遠の愛"[15]を詠ったようなフレーズが歌詞に散りばめられている。また、この曲のタイトルには、歌詞のテーマを表すように、作詞者であるhydeの内面にある感情や情緒を表現した「叙情詩」というワードが付けられている。
この曲の作詞作業について、hydeは「（デモ音源を）聴いた瞬間に、歌ものとして自分でグルーヴが作りやすい曲だっていうのがすぐわかったんで、これは歌としていい歌が歌えるし、歌いたいなと。今までよりももうちょっと歌を聴かせられるようにしたいなって思った[16][17]」と述べている。また、hydeは「こういう曲が歌いたいと思っていた時にkenが持ってきてくれた曲がまさに「叙情詩」だった。だから詞もすぐに書けた」と作業がスムーズに進んだ旨を語っている。
余談だがこの曲は、2007年に開催したホールツアー「Are you ready? 2007 またハートに火をつけろ!」の全36公演中35公演において、アンコールを含めたラストナンバーとして披露されている[注 1]。また、2011年5月29日に開催したライヴ「20th L'Anniversary LIVE」では、出だしのサビ部分のみア・カペラで歌ったアレンジでこの曲が披露されている。さらに、2012年3月から海外8ヶ国10都市で開催したライヴツアー「WORLD TOUR 2012」では、前奏にストリングス・パートを追加し、前年のライヴと同様に出だしをア・カペラにしたバージョンでこの曲を披露している。なお、2012年に開催したライヴツアーのマディソン・スクエア・ガーデン公演で、この曲をア・カペラで披露したときのエピソードについて、hydeは「公演の中で一番緊張した[18]」と述懐している。
2. HEAVEN'S DRIVE 2005 / P'UNK〜EN〜CIEL
  - 作詞・作曲: hyde / 編曲: YUKI P'UNK

パートチェンジバンド、P'UNK〜EN〜CIELによる、15thシングル「HEAVEN'S DRIVE」の表題曲のセルフカバー。
アレンジを担当したyukihiroは、この曲のアレンジのイメージについて「へたくそなパンクバンドが適当に"速くやってみようよ"ってやったら、こうなった[3]」と語っている。yukihiroの意向により、原曲からテンポアップされていることもあって、tetsuyaは「ボーカル録りが難しかった」と本作発売当時のインタビューで語っている[19]。
また、このカバーでは原曲と異なり、サビ部分のコーラスはファルセットで歌われている。コーラスをファルセットに変えた経緯について、tetsuyaは「歌ってみて初めて"歌メロは意外とフレンチポップだったんだ"って思ったんですよ。だから、サビの上のほうのコーラスはあえてファルセットにしたんです。フレンチポップ感を出そうと思って[19]」と語っている。

## タイアップ
叙情詩
- 日本テレビ系番組『スーパーテレビ情報最前線』エンディングテーマ

## 参加ミュージシャン
- 叙情詩 / L'Arc〜en〜Ciel
  - hyde：Vocal
  - ken：Guitar
  - tetsu：Bass
  - yukihiro：Drum
    - Jeremy Lubbock：Strings Arrangement, Conductor
    - Charles Bisharat：Violins
    - Darius Campo：Violins
    - Joel Derouin：Violins
    - Armen Garabedian: Violins
    - Berj Garabedian: Violins
    - Patricia Johnson: Violins
    - Peter Kent: Violins
    - Miran Kojian：Violins
    - Anatoly Rosinsky：Violins
    - Shari Zippert：Violins
    - Marilyn Baker：Violas
    - Denyse Buffum：Violas
    - James Ross：Violas
    - Evan Wilson：Violas
    - Larry Corbett：Cellos
    - Emie Ehrhardt：Cellos
    - Suzie Katayama：Cellos
    - Dan Smith：Cellos
    - Earle Dumler：Oboe
    - ken：Keyboard & Manipurate
    - yukihiro：Tambourine
- HEAVEN'S DRIVE 2005 / P'UNK〜EN〜CIEL
  - TETSU P'UNK：Vocal
  - HYDE P'UNK：Guitar, Backing Vocal
  - YUKI P'UNK：Bass, Backing Vocal
  - KEN P'UNK：Drum

## 収録アルバム
オリジナルアルバム
- 『AWAKE』 (#1)

ベストアルバム
- 『TWENITY 2000-2010』 (#1)
- 『WORLD'S BEST SELECTION』 (#1)

セルフカバーアルバム
- 『P'UNK IS NOT DEAD』 (#2)

## 受賞
- 『平成17年度（第9回）文化庁メディア芸術祭 エンターテインメント部門 審査委員会推薦作品』
- 『SPACE SHOWER Music Video Awards '06 “ART DIRECTION VIDEO WINNERS”』